# Stipe Žunić
Stipe Žunić (Zadar, Croacia, 13 de diciembre de 1990) es un atleta croata, especialista en la prueba de lanzamiento de peso, con la que llegó a ser medallista de bronce mundial en 2017.

## Carrera deportiva
En el Mundial de Londres 2017 gana la medalla de bronce en lanzamiento de peso, quedando en el podio tras el neozelandés Tomas Walsh y el estadounidense Joe Kovacs.